# Machalí (kommun)
Machali är en kommun i Chile.   Den ligger i provinsen Provincia de Cachapoal och regionen Región de O'Higgins, i den södra delen av landet, 100 km söder om huvudstaden Santiago de Chile.
Trakten runt Machali är ofruktbar med lite eller ingen växtlighet. Runt Machali är det glesbefolkat, med 11 invånare per kvadratkilometer.